# Rondò per pianoforte e orchestra K 386
Il Rondò per pianoforte e orchestra in la maggiore K 386 è un rondò da concerto di Wolfgang Amadeus Mozart, ritenuto da Alfred Einstein composto alla fine del 1782.

## Composizione
Mozart scrisse il Rondo in La maggiore più o meno contemporaneamente ai suoi tre primi concerti per pianoforte di Vienna, nn. 11, 12 e 13.
Un tempo si pensava che Mozart avesse lasciato incompiuto questo pezzo, perché quando la vedova Constanze vendette il manoscritto nel 1799 a J. A. André, mancavano le pagine conclusive. Tuttavia Alan Tyson scoprì la conclusione precedentemente scomparsa nella British Library nel 1980. Prima di allora il resto dell'autografo era stato smembrato e disperso e l'unica versione conosciuta che era completa era la composizione pianistica di Cipriani Potter intorno al 1838. Alfred Einstein, usando questa e solo due dei fogli allora noti della partitura, pubblicò una ricostruzione del rondò nel 1936 e ulteriori fogli che vennero alla luce vennero rispecchiate nel Neue Mozart-Ausgabe ed in un completamento del 1962 di Paul Badura-Skoda e Charles Mackerras. I fogli finali scoperti da Tyson sono stati ora incorporati nelle registrazioni più recenti del rondò, come quelle di Murray Perahia e Malcolm Bilson.

## Possibili intenzioni
Il musicologo Alfred Einstein credeva che il pezzo fosse inteso come l'originale o un finale sostitutivo per il suo Concerto per pianoforte n. 12 in La. Entrambi i brani sono nella stessa chiave ed entrambi sono stati composti in momenti simili. Tuttavia, ci sono differenze considerevoli. I tre concerti sono stati composti da Mozart per essere a quattro (con solo quattro archi d'accompagnamento), mentre il Rondò non può esserlo, poiché il violoncello ha una linea indipendente dai contrabbassi. La prima pagina del manoscritto è stata anche intitolata e datata da Mozart, suggerendo la peculiarità.

## Descrizione
Il Rondo è contrassegnato allegretto, dando al pezzo un aspetto vivace ma senza fretta. Il pezzo viene iniziato, come in gran parte delle opere concertisctiche di Mozart, dagli archi, che interpretano il tema principale del pezzo. Ancora una volta tipico dell'inizio del pianoforte e delle opere orchestrali di Mozart, il piano entra solo dopo circa un minuto di esecuzione orchestrale. Anch'esso suona il tema principale, ma in modo molto intimo e grazioso. Segue quindi un secondo tema, che mescola elementi frivoli e giocosi con sezioni introspettive e più tristi. Il tema originale si ripete, seguito da un'altra melodia diversa. Questa melodia è più imponente e seria delle precedenti, fino a quando non riconduce meravigliosamente alla melodia originale. Il pezzo termina con una coda in vera forma di rondò per dare una struttura A-B-A-C-A-D. Il lavoro dura tra gli 8 e 10 minuti, a seconda di come è completato.

## Manoscritto autografo
L'opera è firmata e datata nella prima pagina:
di Wolfgango Amadeo Mozart mpr / Vieña gli 19 d'Octobre 1782.
I primi 12 fogli del manoscritto autografo sono stati acquistati dal compositore inglese William Sterndale Bennett intorno al 1840. Questi furono poi distribuiti, sia come fogli interi che come piccoli frammenti, agli amici e alla famiglia di Bennett. Di questi, sono note le seguenti parti:
- F.1 (battute 1-22): venduto da Sotheby's il 23 maggio 2017[6]; ubicazione ignota.
- F.2-3 (battute 23-62): di proprietà di un collezionista privato sconosciuto in Germania.[5]
- F.4 (battute 63-78): Royal College of Surgeons of England, Londra.[5]
- F.5 (battute 79-100): ubicazione ignota.
- F.6 (battute 101-115): due frammenti, comprendenti la parte più piccola, sono custoditi dalla Juilliard School a New York e dall'University of Western Ontario.
- F.7 (battute 116-135): un frammento, comprendente le parti per archi delle battute 116-119 e 133-35, è detenuto dalla Juilliard School a New York; un altro frammento, comprendente la porzione più piccola delle battute 119-133, fu venduto dalla Kenneth W. Rendall Gallery di New York nel 1998 e la sua ubicazione è attualmente sconosciuta.[5]
- F.8 (battute 136-154): Sibley Music Library, Rochester, NY.
- F.9 (battute 155-171): di proprietà di Bin Ebisawa a Tokyo.[5]
- F.10-12 (battute 172-224): ubicazione ignota.
- F.13-16 (battute 225-269): British Library, Londra.